# Caroline Spelman
Caroline Spelman (z domu Cormack, ur. 4 maja 1958 w Bishop’s Stortford) – brytyjska polityk, działaczka Partii Konserwatywnej, od 1997 do 2019 posłanka do Izby Gmin. Od 12 maja 2010 do 4 września 2012 zasiadała w gabinecie Davida Camerona, gdzie pełniła urząd minister środowiska, żywności i spraw wsi.

## Życiorys

### Kariera zawodowa
Ukończyła z wyróżnieniem europeistykę (B.A.) na University of London. W początkowym okresie swojej kariery była urzędnikiem pracującym dla związków plantatorów buraka cukrowego. Doszła do szczebla zastępczyni dyrektora międzynarodowej konfederacji rolników zajmujących się tego rodzaju uprawami. W latach 1989–1993 była pracownikiem naukowym na University of Kent, gdzie należała do zespołu Centrum Europejskich Badań Rolnych. Następnie założyła firmę Spelman, Cormack & Associates, której drugim współwłaścicielem jest jej mąż Mark Spelman. Przedsiębiorstwo działa w branży spożywczej i biotechnologicznej.

### Kariera polityczna
Karierę polityczną rozpoczęła w 1992, gdy bez powodzenia kandydowała do Izby Gmin. Udało jej się uzyskać mandat parlamentarny pięć lat później, w innym okręgu wyborczym. W 2001 ówczesny lider konserwatystów Iain Duncan Smith powołał ją do gabinetu cieni na stanowisko ministra ds. rozwoju międzynarodowego. Kolejny szef partii Michael Howard początkowo nie powierzył jej żadnej funkcji w swoim gabinecie cieni, ale w 2004 powróciła do niego jako minister ds. samorządów lokalnych. W 2007 – już pod rządami Davida Camerona jako lidera partii – została mianowana jej przewodniczącą (co odpowiada funkcji sekretarza generalnego w partiach kontynentalnej Europy). W 2009 powróciła na stanowisko minister ds. społeczności i samorządów lokalnych w konserwatywnym gabinecie cieni.
Po zwycięstwie jej partii w wyborach w 2010 roku weszła do gabinetu Davida Camerona jako minister środowiska, żywności i spraw wsi. Opuściła rząd podczas jego rekonstrukcji na początku września 2012 roku. W 2015 roku uzyskała mandat parlamentarny na kolejną kadencję. Nie kandydowała w wyborach parlamentarnych w 2019. 